# 生物化学研究所
平成24年11月現在破産手続中
平成25年破産確定

株式会社 生物化学研究所（せいぶつかがくけんきゅうしょ、Biochemical Laboratory Co.,Ltd.）は、山梨県甲府市に本社を置き、微生物応用製品などの研究を行う会社である。

## 沿革
- 2008年5月21日　設立
- 現代表取締役堀内　勲

2008年(平成20年)05月株式会社生物化学研究所を設立し代表取締役となる。

## 事業分野
- 健康食品供給事業

独自の醗酵・培養・酵素利用の技術を駆使した健康食品の開発。
- 農業畜産資材開発事業

生態系にやさしく、自然の営みに働きかける微生物を使しての独自の農業・畜産資材の開発。 
- 環境保全事業

微生物処理による水浄化や二酸化炭素の利用、また、エネルギーへの微生物の応用研究開発。

## 事業所
- 本社　　　　山梨県甲府市中小河原町571